# Ли Сон Джин (сценарист)
Ли Сон Джин (кор. 이성진?, 李成震?; род. 2 октября 1981 года, Сеул, Республика Корея), также известный как Сонни Ли, — американский сценарист и режиссёр корейского происхождения. Наиболее известен благодаря созданию мини-сериала «Грызня» 2023 года для Netflix, за который получил три прайм-тайм премии «Эмми» (включая статуэтки за режиссуру и сценарий) и «Золотой глобус» за «Лучший мини-сериал или телефильм».

## Ранняя жизнь и образование
Ли Сон Джин родился в Южной Корее в 1981 году. Его семья часто переезжала в его детстве; он переехал в США, когда ему было девять месяцев, и вернулся в Корею с третьего по пятый класс. Затем он переехал из Сеула в Миннесоту, США, в шестом классе. Также он жил в Иллинойсе, Луизиане, Айове и Техасе. Он вспоминает, что это было «ужасное время, когда никто не мог правильно произнести его имя», и решил использовать псевдоним «Сонни» вместо этого.
Он учился в Университете Пенсильвании, где пел в а капелла-группе. Окончил университет в 2003 году со степенью в области экономики.

## Карьера
После окончания университета Ли переехал в Лос-Анджелес, где работал на различных подработках, параллельно занимаясь написанием сценариев. Он проходил стажировку в звукозаписывающей компании Barsuk Records. Ли писал сценарии для сериалов «Отмена», «Тука и Берти», «Дэйв» и «Кремниевая долина». В 2008 году он работал штатным сценаристом и исполнительным редактором сюжетов для сериала «В Филадельфии всегда солнечно».
Идея создания сериала «Грызня» возникла у Ли после конфликта на дороге с белым мужчиной средних лет в Лос-Анджелесе. Он отметил, что его вдохновило то, как мы все находимся в своих субъективных мирах и склонны проецировать свои мысли на других людей, не видя их истинную суть. Ли также выступил в качестве режиссёра, исполнительного продюсера и шоураннера сериала, и из-за заражения COVID-19 ему пришлось удалённо руководить съёмками финальной серии, используя iPad.
В августе 2023 года Ли посетил Южную Корею для выступления на конференции, посвящённой созданию фильмов. Он рассказал, что не был в Южной Корее около 25 лет, с самого детства.
В ноябре 2023 года Variety сообщила, что Ли подписал многолетний контракт на производство контента для Netflix.
Ли является сценаристом фильма «Громовержцы*» 2025 года из кинематографической вселенной Marvel, что стало его первым опытом работы сценаристом над полнометражным фильмом.
Ли написал, срежиссировал и спродюсировал музыкальное видео на песню «Come Back to Me» лидера южнокорейского бой-бэнда BTS RM, которая стала предрелизным треком из его второго сольного альбома Right Place, Wrong Person, выпущенного в мае 2024 года.

## Личная жизнь
Ли живет в Лос-Анджелесе со своей женой Кэти Солон и тремя собаками. Он играет на скрипке, гитаре и фортепиано.

## Избранная фильмография

### Кино
| Год  | Название     | Режиссёр | Сценарист          | Примечания                           | Ист.   |
| ---- | ------------ | -------- | ------------------ | ------------------------------------ | ------ |
| 2025 | Громовержцы* | Нет      | В титрах не указан | Дополнительный литературный материал | [ 17 ] |

### Телевидение
| Год              | Название                      | Создатель | Режиссёр | Сценарист                       | Исполнительный продюсер | Примечания                                         |
| ---------------- | ----------------------------- | --------- | -------- | ------------------------------- | ----------------------- | -------------------------------------------------- |
| 2007–2008        | Роб и Биг                     | Нет       | Нет      | Сценарист-консультант           | Нет                     | 24 эпизода                                         |
| 2008–2009        | В Филадельфии всегда солнечно | Нет       | Нет      | Исполнительный редактор истории | Нет                     | 26 эпизодов                                        |
| 2010             | Человек-мотылёк               | Да        | Нет      | Да                              | Нет                     | Телефильм, соавтор сценария                        |
| 2010–2014        | Две девицы на мели            | Нет       | Нет      | Да                              | Нет                     | 7 эпизодов                                         |
| 2015             | Кремниевая долина             | Нет       | Нет      | Да                              | Нет                     | Эпизод: «Серверное пространство»                   |
| 2016             | Настоящие О’Нилы              | Нет       | Нет      | Да                              | Нет                     | Эпизод: «Настоящий книжный клуб»                   |
| 2018             | Тука и Берти                  | Нет       | Нет      | Да                              | Нет                     | 2 эпизода                                          |
| 2021             | Дэйв                          | Нет       | Нет      | Да                              | Нет                     | 2 эпизода                                          |
| 2023–наст. время | Грызня                        | Да        | Да       | Да                              | Да                      | Также шоураннер; режиссер эпизода: «Фигуры света». |

### Музыкальные видео
| Год  | Название песни    | Артист | Режиссёр | Сценарист | Продюсер | Ист.   |
| ---- | ----------------- | ------ | -------- | --------- | -------- | ------ |
| 2024 | «Come Back to Me» | RM     | Да       | Да        | Да       | [ 14 ] |

## Награды и номинации
| Награда                        | Год  | Категория                                               | Работа                                                 | Результат | Ист.   |
| ------------------------------ | ---- | ------------------------------------------------------- | ------------------------------------------------------ | --------- | ------ |
| Прайм-тайм премия «Эмми»       | 2015 | Лучший комедийный сериал                                | Кремниевая долина                                      | Номинация | [ 18 ] |
| Прайм-тайм премия «Эмми»       | 2024 | Лучший сценарий мини-сериала, антологии или фильма      | Грызня (за эпизод «Птицы не поют, они кричат от боли») | Победа    | [ 19 ] |
| Прайм-тайм премия «Эмми»       | 2024 | Лучшую режиссура мини-сериала, антологии или телефильма | Грызня (за эпизод «Фигуры света»)                      | Победа    | [ 19 ] |
| Прайм-тайм премия «Эмми»       | 2024 | Лучший мини-сериал                                      | Грызня                                                 | Победа    | [ 19 ] |
| Золотой глобус                 | 2024 | Лучший мини-сериал или телефильм                        | Грызня                                                 | Победа    | [ 20 ] |
| BAFTA TV                       | 2024 | Лучшая международная программа                          | Грызня                                                 | Номинация | [ 21 ] |
| Премия Гильдии продюсеров США  | 2024 | Лучший продюсер мини-сериала или антологий              | Грызня                                                 | Победа    | [ 22 ] |
| Премия Гильдии сценаристов США | 2016 | Лучший сценарий в комедийном телесериале                | Кремниевая долина                                      | Номинация | [ 23 ] |
| Премия Гильдии сценаристов США | 2022 | Лучший сценарий в эпизоде комедийного телесериала       | Дэйв (за эпизод «Просвещенный Дэйв»)                   | Номинация | [ 24 ] |
| Премия Гильдии сценаристов США | 2024 | Лучший сценарий в мини-сериале                          | Грызня                                                 | Победа    | [ 25 ] |
| Готэм                          | 2023 | Прорывной сериал, до 40 минут                           | Грызня                                                 | Победа    | [ 26 ] |
| Независимый дух                | 2024 | Лучший новый сценарий                                   | Грызня                                                 | Победа    | [ 27 ] |
| Выбор критиков                 | 2024 | Лучший мини-сериал или телефильм                        | Грызня                                                 | Победа    | [ 28 ] |
| NAACP Image Awards             | 2024 | Лучший сценарий в драматическом сериале                 | Грызня                                                 | Номинация | [ 29 ] |